# Nepalonesia shinonagai
Nepalonesia shinonagai är en tvåvingeart som beskrevs av Hiromu Kurahashi och Thapa 1994. Nepalonesia shinonagai ingår i släktet Nepalonesia och familjen spyflugor.
Artens utbredningsområde är Nepal. Inga underarter finns listade i Catalogue of Life.